# Browningia columnaris
Browningia columnaris ist eine Pflanzenart aus der Gattung Browningia in der Familie der Kakteengewächse (Cactaceae). Das Artepitheton columnaris stammt aus dem Lateinischen, bedeutet ‚säulenförmig‘ und verweist auf die Wuchsform der Art.

## Beschreibung
Browningia columnaris wächst einzeln, verzweigt gelegentlich von der Mitte her und erreicht Wuchshöhen von 3 bis 5 Meter. Die säulenförmigen blaugrünen Triebe weisen Durchmesser von 8 bis 10 Zentimeter auf. Es sind 13 bis 19 eingekerbte Rippen vorhanden, die 1,2 bis 1,8 Zentimeter hoch sind. Die darauf befindlichen runden bis ovalen Areolen stehen 10 bis 25 Millimeter voneinander entfernt. Die aus den Areolen entspringenden Dornen sind bräunlich bis gräulich braun. Die vier kreuzweise angeordneten Mitteldornen sind pfriemlich und 3 bis 6 Zentimeter lang. Die etwa 12 pfriemlichen Randdornen weisen eine Länge von bis zu 4 Zentimetern auf.
Über die Blüten ist nichts bekannt. Die kugelförmigen Früchte reißen nicht auf.

## Verbreitung, Systematik und Gefährdung
Browningia columnaris ist in der peruanischen Region Ayacucho in der Río-Pampas-Schlucht an steilen Kalkfelswänden verbreitet.
Die Erstbeschreibung erfolgte 1981 durch Friedrich Ritter. Nomenklatorische Synonyme sind Azureocereus columnaris (F.Ritter) Lodé (2014) und Azureocereus hertlingianus subsp. columnaris (F.Ritter) Guiggi (2014).
In der Roten Liste gefährdeter Arten der IUCN wird die Art als „Data Deficient (DD)“, d. h. mit keinen ausreichenden Daten geführt.

## Nachweise